# Berid
El berid era una unidad de longitud usada en el antiguo Egipto así como en Siria y otros países árabes, y que también fue usada por los sasánidas y por los aqueménidas.
Su valor variaba según el lugar, y también varió con el paso del tiempo. Así, en el desierto y en el camino de La Meca, equivalía aproximadamente a 20 kilómetros, mientras que en los caminos de Siria equivalía a 10 kilómetros.